# James Beck
James Beck, właśc. Stanley James Carroll Beck (ur. 21 lutego 1929 w Londynie, zm. 6 sierpnia 1973 w Londynie) – brytyjski aktor teatralny i telewizyjny, współcześnie pamiętany przede wszystkim z serialu Armia tatuśka, w którym występował przez pięć ostatnich lat swojego życia.

## Życiorys
Pochodził z niezamożnej rodziny, ojciec imał się prac dorywczych, a matka wytwarzała techniką chałupniczą sztuczne kwiaty. Po odbyciu zasadniczej służby wojskowej postanowił zająć się aktorstwem. Początkowo grywał głównie role epizodyczne w serialach, m.in. w Coronation Street czy w jednej z ekranizacji przygód Sherlocka Holmesa. Występował także w teatrze. 
Przełom w jego karierze nastąpił w 1968 roku, kiedy to został obsadzony w serialu Armia tatuśka w roli szeregowca Walkera. Była to postać, którą pomysłodawca serialu Jimmy Perry napisał z myślą o sobie, jednak nie mógł jej ostatecznie zagrać ze względu na sprzeciw producenta serialu i zarazem jego współautora Davida Crofta. W efekcie rolę dostał Beck i przyniosła mu ona dużą popularność, którą cieszyła się zresztą cała obsada Armii.... Walker był typem cwaniaka z okresu II wojny światowej, który ubijał drobne interesiki korzystając z wojennych niedoborów. 
W trakcie prac nad szóstą serią Armii tatuśka Beck nagle poczuł się źle podczas przyjęcia charytatywnego i wrócił w pośpiechu do domu, skąd po kilku godzinach trafił do szpitala. Zdiagnozowano u niego zapalenie trzustki, zaś trwające trzy tygodnie leczenie nie przyniosło rezultatów. Zmarł 6 sierpnia 1973, w wieku 44 lat. 